# Vasco Mariz
Vasco Mariz (* 22. Januar 1921 in Rio de Janeiro; † 16. Juni 2017 ebenda) war ein brasilianischer Historiker, Musikwissenschaftler, Schriftsteller und Diplomat.

## Leben
Vasco Mariz studierte bis 1943 Musik am Conservatório Brasileiro de Música und Rechtswissenschaft an der Universidade Federal do Rio de Janeiro. 1945 trat er in den auswärtigen Dienst des Palácio Itamaraty. 1947 studierte er Geschichte der Diplomatie.
Von 1948 bis 1949 war er Vizekonsul in Porto. Von 1949 bis 1951 wurde er in Jugoslawien beschäftigt. 1950 war er berichtendes Mitglied der des Instituto Coimbra in Portugal. Von 1951 bis 1954 war er in Rosario und von 1956 bis 1958 in Rom tätig. Von 1958 bis 1960 wurde er in Washington, D.C. beschäftigt. Von 1960 bis 1962 wurde er im UN-Hauptquartier beschäftigt.
1967 wurde er zum Gesandten ernannt. Von 1967 bis 1969 war er Vertreter der brasilianischen Regierung bei der Organisation Amerikanischer Staaten und saß dem interamerikanischen Musikrat vor. Von 1969 bis 1970 leitete er die Abteilung Kultur des Itamaraty. Von 8. Januar 1971 bis 1974 war er Botschafter in Quito. 1971 wurde er zum Botschafter ernannt. Von 1974 bis 1977 vertrat er das Itamaraty beim brasilianischen Nationalkongress.
Von 13. Dezember 1977 bis 1982 war er Botschafter in Nikosia sowie bei der Regierung in Tel Aviv akkreditiert. 1981 wurde er Mitglied  der Academia Brasileira de Música, der er von 1991 bis 1993 vorsaß. Von 1982 bis 2002 war er Mitglied  des Instituto Histórico e Geográfico Brasileiro. Von 1982 bis 1984 war er Botschafter in Lima. Von 1984 bis 1987 war er Botschafter in Berlin.
Von 1987 bis 1996 saß er der brasilianischen Sektion des P.E.N. vor. 1987 wurde er Mitglied der Academia Brasileira de Arte. Von 1987 bis 1989 war er Mitglied des Conselho Federal de Cultura, wo er Beauftragter für Angelegenheiten der Musik und der plastischen Kunst war. 1991 wurde er Mitglied des Conselho Técnico da Confederação Nacional do Comércio.
Von 1999 bis 2004 war er Mitglied des Conselho Editorial da Biblioteca do Exécito (Armeeverlag).
2002 wurde er Mitglied des Conselho Empresarial de Cultura da Associação Comercial do Rio de Janeiro. 2002 wurde er korrespondierendes Mitglied der Real Academia de la Historia.